# Grewia hexamita
Grewia hexamita är en malvaväxtart som beskrevs av Karl Ewald Maximilian Burret. Grewia hexamita ingår i släktet Grewia och familjen malvaväxter. Inga underarter finns listade i Catalogue of Life.